# Могошешти-Сирет (Јаши)
Могошешти-Сирет (рум. Mogoşeşti-Siret) насеље је у Румунији у округу Јаши у општини Могошешти-Сирет. Oпштина се налази на надморској висини од 231 m.

## Становништво
Према подацима из 2002. године у насељу је живело 4061 становника, од којих су сви румунске националности.

### Хронологија
| Година       | 1992 | 1993 | 1994 | 1995 | 1996 | 1997 | 1998 | 1999 | 2000 | 2001 | 2002 | 2003 | 2004 | 2005 | 2006 | 2007 | 2008 | 2009 | 2010 | 2011 | 2012 | 2013 | 2014 | 2015 | 2016 | 2017 |
| ------------ | ---- | ---- | ---- | ---- | ---- | ---- | ---- | ---- | ---- | ---- | ---- | ---- | ---- | ---- | ---- | ---- | ---- | ---- | ---- | ---- | ---- | ---- | ---- | ---- | ---- | ---- |
| Становништво | 4137 | 4112 | 4131 | 4109 | 4104 | 4071 | 4083 | 4114 | 4126 | 4120 | 4131 | 4112 | 4100 | 4073 | 4056 | 4053 | 4024 | 4001 | 4011 | 3991 | 3959 | 3926 | 3868 | 3863 | 3854 | 3822 |